# Allan McNish
Allan McNish (Dumfries, 29 dicembre 1969) è un ex pilota automobilistico britannico, tre volte vincitore della 24 Ore di Le Mans, nel 1998 con la Porsche e nel 2008 e 2013 con l'Audi. Negli Usa ha vinto tre volte l'American Le Mans Series e quattro volte la 12 Ore di Sebring.
Con il team Toyota Racing ha corso la stagione 2002 della Formula 1, mentre nel 2003 è stato collaudatore nella serie per il team Renault F1.

## Carriera
Attivo nelle gare di turismo e di sport prototipi, ha vinto per tre volte la 24 Ore di Le Mans: nel 1998 su Porsche 911 GT1, nel 2008 su Audi R10 e nel 2013 su Audi R18 e-tron quattro. Ha vinto 3 volte il campionato American Le Mans Series nel 2000 e nel 2006 su Audi R8 e nel 2007 su Audi R10, in seguito ha gareggiato per la Audi nel DTM e nelle American Le Mans Series.
Dagli anni '90 è stato occasionalmente impegnato anche in Formula 1, soprattutto come test-driver, prima per la McLaren dal 1990 al 1992, poi con la Benetton nel 1993,1994 e nel 1996,poi ancora con la Lola nel 1995,guidando la Lola T95/30, dopodiché esordì come titolare con la Toyota nel 2002 dopo esserne stato collaudatore l'anno precedente; non riconfermato dal team, nel 2003 è tornato a svolgere il ruolo di terzo pilota per la Renault, concludendo definitivamente la sua avventura in F1 al termine della stagione. 
Nel 2011, durante la gara di Le Mans, fu protagonista di un catastrofico incidente, lasciando la sua vettura praticamente disintegrata; tuttavia McNish ne uscì illeso, grazie soprattutto ai miglioramenti della sicurezza che erano stati apportati negli ultimi anni.
Dal 2018 è il Team Principal del team di Formula E Audi Sport ABT Schaeffler.

## Risultati

### 24 Ore di Le Mans
| Anno | Team                                  | Co-piloti                        | Vettura                 | Classe | Giri | Pos. | Classe Pos. |
| ---- | ------------------------------------- | -------------------------------- | ----------------------- | ------ | ---- | ---- | ----------- |
| 1997 | Roock Racing                          | Stéphane Ortelli Karl Wendlinger | Porsche 911 GT1         | GT1    | 8    | DNF  | DNF         |
| 1998 | Porsche AG                            | Laurent Aïello Stéphane Ortelli  | Porsche 911 GT1-98      | GT1    | 351  | 1°   | 1°          |
| 1999 | Toyota Motorsports Toyota Team Europe | Thierry Boutsen Ralf Kelleners   | Toyota GT-One           | LMGTP  | 173  | DNF  | DNF         |
| 2000 | Audi Sport Team Joest                 | Laurent Aïello Stéphane Ortelli  | Audi R8                 | LMP900 | 367  | 2°   | 2°          |
| 2004 | Audi Sport UK Team Veloqx             | Frank Biela Pierre Kaffer        | Audi R8                 | LMP1   | 350  | 5th  | 5th         |
| 2005 | ADT Champion Racing                   | Frank Biela Emanuele Pirro       | Audi R8                 | LMP1   | 364  | 3°   | 3°          |
| 2006 | Audi Sport Team Joest                 | Tom Kristensen Rinaldo Capello   | Audi R10 TDI            | LMP1   | 367  | 3°   | 3°          |
| 2007 | Audi Sport North America              | Tom Kristensen Rinaldo Capello   | Audi R10 TDI            | LMP1   | 262  | DNF  | DNF         |
| 2008 | Audi Sport North America              | Tom Kristensen Rinaldo Capello   | Audi R10 TDI            | LMP1   | 381  | 1°   | 1°          |
| 2009 | Audi Sport Team Joest                 | Tom Kristensen Rinaldo Capello   | Audi R15 TDI            | LMP1   | 376  | 3°   | 3°          |
| 2010 | Audi Sport Team Joest                 | Tom Kristensen Rinaldo Capello   | Audi R15 TDI plus       | LMP1   | 394  | 3°   | 3°          |
| 2011 | Audi Sport North America              | Tom Kristensen Rinaldo Capello   | Audi R18 TDI            | LMP1   | 14   | DNF  | DNF         |
| 2012 | Audi Sport Team Joest                 | Tom Kristensen Rinaldo Capello   | Audi R18 e-tron quattro | LMP1   | 377  | 2°   | 2°          |
| 2013 | Audi Sport Team Joest                 | Tom Kristensen Loïc Duval        | Audi R18 e-tron quattro | LMP1   | 348  | 1°   | 1°          |

### Formula 1
| 2002 | Scuderia | Vettura |     |   |     |     |   |   |     |     |    |     |    |     |    |   |     |    |    | Punti | Pos. |
| ---- | -------- | ------- | --- | - | --- | --- | - | - | --- | --- | -- | --- | -- | --- | -- | - | --- | -- | -- | ----- | ---- |
| 2002 | Toyota   | TF102   | Rit | 7 | Rit | Rit | 8 | 9 | Rit | Rit | 14 | Rit | 11 | Rit | 14 | 9 | Rit | 15 | NP | 0     |      |

| 2003 | Scuderia | Vettura |    |    |    |    |    |    |    |    |    |  |    |    |    |    |    |    |  | Punti | Pos. |
| ---- | -------- | ------- | -- | -- | -- | -- | -- | -- | -- | -- | -- |  | -- | -- | -- | -- | -- | -- |  | ----- | ---- |
| 2003 | Renault  | R23     | TP | TP | TP | TP | TP | TP | TP | TP | TP |  | TP | TP | TP | TP | TP | TP |  | –     |      |

| Legenda | 1º posto     | 2º posto | 3º posto    | A punti         | Senza punti/Non class.  | Grassetto – Pole position Corsivo – Giro più veloce |
| Legenda | Squalificato | Ritirato | Non partito | Non qualificato | Solo prove/Terzo pilota | Grassetto – Pole position Corsivo – Giro più veloce |

### Mondiale endurance (WEC)
Nel 2012 la Coppa del Mondo Endurance FIA è stata assegnata solo ai Costruttori; nel 2013 è stata istituita anche quella per i piloti.
| Anno    | Squadra               | Classe | Vettura                 | SEB | SPA | LMS | SIL | SÃO | BHR | FUJ | SHA | Punti | Pos. |
| ------- | --------------------- | ------ | ----------------------- | --- | --- | --- | --- | --- | --- | --- | --- | ----- | ---- |
| 2012    | Audi Sport Team Joest | LMP1   | Audi R18 e-tron quattro | 1   | 3   | 2   | 3   | 3   | 2   | 3   | 2   | 159   | 2°   |
| Anno    | Squadra               | Classe | Vettura                 | SIL | SPA | LMS | SÃO | COA | FUJ | SHA | BHR | Punti | Pos. |
| 2013    | Audi Sport Team Joest | LMP1   | Audi R18 e-tron quattro | 1   | 2   | 1   | 2   | 1   | 2   | 3   | Rit | 162   | 1°   |
| Legenda |                       |        |                         |     |     |     |     |     |     |     |     |       |      |

## Palmarès
- 3  24 Ore di Le Mans: Porsche (1998), Audi (2008, 2013)
- 4  12 Ore di Sebring: Audi (2004, 2006, 2009, 2012)
- 1  Campionato del mondo endurance: Audi (2013)
- 3  American Le Mans Series: (2000, 2006, 2007)